# General Public
General Public war eine britische Musikgruppe. Sie wurde von Dave Wakeling und Ranking Roger, die vormals bei The English Beat waren, gegründet. Weitere Bandmitglieder zu Beginn waren Keyboarder Mickey Billingham (Dexys Midnight Runners), Bassist Horace Panter (The Specials) und Schlagzeuger Stoker (Dexys Midnight Runners/The Bureau). 

## Karriere
Nachdem ein Plattenvertrag bei I.R.S. Records unterzeichnet worden war, erschien 1984 mit Unterstützung von Mick Jones, dem Gitarristen von The Clash, das Debütalbum All the Rage. Die Single Tenderness aus dem Album kam bis in die Top 40 der US-amerikanischen Charts und wurde somit ein kommerzieller Erfolg. Kurz nach den Aufnahmen nahm Kevin White die Stelle des Gitarristen und sechsten Bandmitglieds ein.
Vor den Aufnahmen zum Nachfolgealbum trennte sich die Band von White und Stoker. Sie wurden durch die Brüder Gianni und Mario Minardi ersetzt. Hand to Mouth war jedoch weit weniger erfolgreich als das Debüt der Band. Einzig die Singles Too Much or Nothing und Come Again wussten halbwegs zu überzeugen. Kurze Zeit später trennte man sich.
1994 kam es zu einer Wiedervereinigung von Roger and Wakeling, als man für den Soundtrack zu Einsam Zweisam Dreisam I'll Take You There von The Staple Singers aufnahm. Der Song wurde unter dem Namen General Public herausgebracht. Man beschloss ein neues Album herauszugeben und 1995 erschien Rub It Better. Jedoch waren die Verkaufszahlen desaströs und das Projekt wurde endgültig aufgegeben.

## Diskografie

### Studioalben
| Jahr | Titel         | Höchstplatzierung, Gesamtwochen, AuszeichnungChartplatzierungen (Jahr, Titel, Platzierungen, Wochen, Auszeichnungen, Anmerkungen) | Höchstplatzierung, Gesamtwochen, AuszeichnungChartplatzierungen (Jahr, Titel, Platzierungen, Wochen, Auszeichnungen, Anmerkungen) | Höchstplatzierung, Gesamtwochen, AuszeichnungChartplatzierungen (Jahr, Titel, Platzierungen, Wochen, Auszeichnungen, Anmerkungen) | Höchstplatzierung, Gesamtwochen, AuszeichnungChartplatzierungen (Jahr, Titel, Platzierungen, Wochen, Auszeichnungen, Anmerkungen) | Höchstplatzierung, Gesamtwochen, AuszeichnungChartplatzierungen (Jahr, Titel, Platzierungen, Wochen, Auszeichnungen, Anmerkungen) | Anmerkungen                         |
| Jahr | Titel         | DE | AT | CH | UK | US | Anmerkungen                         |
| ---- | ------------- | --- | --- | --- | --- | --- | ----------------------------------- |
| 1984 | All the Rage  | — | — | — | — | US26 (39 Wo.)US | Erstveröffentlichung: Januar 1984   |
| 1986 | Hand to Mouth | — | — | — | — | US83 (16 Wo.)US | Erstveröffentlichung: November 1986 |

Weitere Veröffentlichungen
- 1995: Rub It Better
- 2002: Classic Masters

### Singles
| Jahr | Titel Album                                         | Höchstplatzierung, Gesamtwochen, AuszeichnungChartplatzierungen (Jahr, Titel, Album, Platzierungen, Wochen, Auszeichnungen, Anmerkungen) | Höchstplatzierung, Gesamtwochen, AuszeichnungChartplatzierungen (Jahr, Titel, Album, Platzierungen, Wochen, Auszeichnungen, Anmerkungen) | Höchstplatzierung, Gesamtwochen, AuszeichnungChartplatzierungen (Jahr, Titel, Album, Platzierungen, Wochen, Auszeichnungen, Anmerkungen) | Höchstplatzierung, Gesamtwochen, AuszeichnungChartplatzierungen (Jahr, Titel, Album, Platzierungen, Wochen, Auszeichnungen, Anmerkungen) | Höchstplatzierung, Gesamtwochen, AuszeichnungChartplatzierungen (Jahr, Titel, Album, Platzierungen, Wochen, Auszeichnungen, Anmerkungen) | Anmerkungen                          |
| Jahr | Titel Album                                         | DE | AT | CH | UK | US | Anmerkungen                          |
| ---- | --------------------------------------------------- | --- | --- | --- | --- | --- | ------------------------------------ |
| 1984 | General Public All the Rage                         | — | — | — | UK60 (5 Wo.)UK | — | Erstveröffentlichung: Februar 1984   |
| 1984 | Tenderness All the Rage                             | — | — | — | UK95 (3 Wo.)UK | US27 (18 Wo.)US | Erstveröffentlichung: September 1984 |
| 1994 | I’ll Take You There Einsam Zweisam Dreisam (O.S.T.) | DE71 (10 Wo.)DE | — | — | UK73 (2 Wo.)UK | US22 (20 Wo.)US | Erstveröffentlichung: März 1994      |
| 1995 | Rainy Days Rub It Better                            | — | — | — | — | US93 (3 Wo.)US | Erstveröffentlichung: April 1995     |

Weitere Singles
- 1984: Dishwasher
- 1985: Never You Done That
- 1985: Hot You're Cool
- 1986: Faults and All
- 1986: Too Much or Nothing
- 1986: In Conversation